# Lijst van nummer 1-hits in Zwitserland in 2017
Deze hits stonden in 2017 op nummer 1 in de Schweizer Hitparade, de bekendste hitlijst in Zwitserland.
| Datum        | Artiest                              | Titel          |
| ------------ | ------------------------------------ | -------------- |
| 1 januari    | Clean Bandit, Sean Paul & Anne-Marie | Rockabye       |
| 8 januari    | Clean Bandit, Sean Paul & Anne-Marie | Rockabye       |
| 15 januari   | Ed Sheeran                           | Shape of You   |
| 22 januari   | Ed Sheeran                           | Shape of You   |
| 29 januari   | Ed Sheeran                           | Shape of You   |
| 5 februari   | Ed Sheeran                           | Shape of You   |
| 12 februari  | Ed Sheeran                           | Shape of You   |
| 19 februari  | Ed Sheeran                           | Shape of You   |
| 26 februari  | Ed Sheeran                           | Shape of You   |
| 5 maart      | Ed Sheeran                           | Shape of You   |
| 12 maart     | Ed Sheeran                           | Shape of You   |
| 19 maart     | Ed Sheeran                           | Shape of You   |
| 26 maart     | Ed Sheeran                           | Shape of You   |
| 2 april      | Ed Sheeran                           | Shape of You   |
| 9 april      | Ed Sheeran                           | Shape of You   |
| 16 april     | Ed Sheeran                           | Shape of You   |
| 23 april     | Luis Fonsi & Daddy Yankee            | Despacito      |
| 30 april     | Luis Fonsi & Daddy Yankee            | Despacito      |
| 7 mei        | Luis Fonsi & Daddy Yankee            | Despacito      |
| 14 mei       | Luis Fonsi & Daddy Yankee            | Despacito      |
| 21 mei       | Luis Fonsi & Daddy Yankee            | Despacito      |
| 28 mei       | Luis Fonsi & Daddy Yankee            | Despacito      |
| 4 juni       | Luis Fonsi & Daddy Yankee            | Despacito      |
| 11 juni      | Luis Fonsi & Daddy Yankee            | Despacito      |
| 18 juni      | Luis Fonsi & Daddy Yankee            | Despacito      |
| 25 juni      | Luis Fonsi & Daddy Yankee            | Despacito      |
| 2 juli       | Luis Fonsi & Daddy Yankee            | Despacito      |
| 9 juli       | Luis Fonsi & Daddy Yankee            | Despacito      |
| 16 juli      | Luis Fonsi & Daddy Yankee            | Despacito      |
| 23 juli      | Luis Fonsi & Daddy Yankee            | Despacito      |
| 30 juli      | Luis Fonsi & Daddy Yankee            | Despacito      |
| 6 augustus   | Luis Fonsi & Daddy Yankee            | Despacito      |
| 13 augustus  | Luis Fonsi & Daddy Yankee            | Despacito      |
| 20 augustus  | Luis Fonsi & Daddy Yankee            | Despacito      |
| 27 augustus  | Luis Fonsi & Daddy Yankee            | Despacito      |
| 3 september  | Luis Fonsi & Daddy Yankee            | Despacito      |
| 10 september | P!nk                                 | What About Us  |
| 17 september | P!nk                                 | What About Us  |
| 24 september | P!nk                                 | What About Us  |
| 1 oktober    | P!nk                                 | What About Us  |
| 8 oktober    | Zayn & Sia                           | Dusk Till Dawn |
| 15 oktober   | Zayn & Sia                           | Dusk Till Dawn |
| 22 oktober   | Zayn & Sia                           | Dusk Till Dawn |
| 29 oktober   | Ed Sheeran                           | Perfect        |
| 5 november   | Ed Sheeran                           | Perfect        |
| 12 november  | Ed Sheeran                           | Perfect        |
| 19 november  | Ed Sheeran                           | Perfect        |
| 26 november  | Ed Sheeran                           | Perfect        |
| 3 december   | Ed Sheeran                           | Perfect        |
| 10 december  | Ed Sheeran                           | Perfect        |
| 17 december  | Ed Sheeran                           | Perfect        |
| 24 december  | Ed Sheeran                           | Perfect        |
| 31 december  | Ed Sheeran                           | Perfect        |